# 黑尔姆施泰特县
黑尔姆施泰特县（Landkreis Helmstedt）是德国下萨克森州东部的一个县，首府黑尔姆施泰特。

## 地理
黑尔姆施泰特西面与沃尔芬比特尔县和不伦瑞克市，北面与吉夫霍恩县和沃尔夫斯堡市，东面与萨克森-安哈尔特州的伯尔德县，南面与萨克森-安哈特州的哈茨县相邻。